# 炬口勝弘
炬口 勝弘（たけのくち かつひろ、1942年2月24日 - 2015年5月10日）は、日本の写真家、将棋ライター。
兵庫県淡路島五色町都志（現在は洲本市）に生まれ東京都多摩市諏訪で半生を過ごす。大学卒業後、フォト・ジャーナリストとして活躍。
1980年代から2011年まで、「将棋世界」や「週刊将棋」などを舞台に多くの棋士を撮影した。

## 著書
- 将棋アマ強豪烈伝，炬口勝弘，日本アマチュア将棋連盟 1989
- 王手！将棋戦国絵巻，炬口勝弘，MYCOM　1994.5
- 七冠王羽生善治 α波頭脳の秘密，炬口勝弘写真，マガジンハウス編，マガジンハウス 1996.4